# Porochilus meraukensis
Porochilus meraukensis är en fiskart som först beskrevs av Weber, 1913.  Porochilus meraukensis ingår i släktet Porochilus och familjen Plotosidae. Inga underarter finns listade i Catalogue of Life.